# Filles de Marie, Mère de la Divine Providence et du Bon Pasteur
Ne doit pas être confondu avec Sœurs du Bon Pasteur de la Divine Providence.
Les Filles de Marie, Mère de la Divine Providence et du Bon Pasteur (en latin : Congregatio Filiarum Mariae SS.mae Matris Divinae Providentiae et Boni Pastoris) sont une congrégation religieuse féminine hospitalière de droit pontifical.

## Histoire
En 1923, le Père Virgilio Angioni (it) (1878-1947) accueille à Cagliari des jeunes filles abandonnées et en danger, d'abord dans une maison privée, puis dans un ancien couvent de frères capucins. La prise en charge des filles est assurée par des jeunes femmes dont Ada Secci, qui est la première supérieure générale de la congrégation. 
Pour assurer la stabilité de l'œuvre, Angioni institue en 1925 une pieuse union des sœurs du Bon Pasteur, érigée canoniquement le 9 avril 1947 par Mgr Ernesto Maria Piovella, archevêque de Cagliari. À la mort d'Angioni, les sœurs assument la direction de l'œuvre du Bon Pasteur et favorise son développement. L'union pieuse est érigée en congrégation religieuse de droit diocésain par l'archevêque Paolo Botto le 8 décembre 1958. L'institut reçoit le décret de louange le 5 avril 1963.
Le fondateur est reconnu vénérable le 20 décembre 2004 par le pape Jean-Paul II.

## Activités et diffusion
Les sœurs se consacrent à l'aide aux enfants abandonnés et à la prise en charge des enfants handicapés physiques et mentaux.
L'institut est uniquement répandu en Italie avec la maison-mère à Cagliari.  
En 2017, la congrégation comptait 82 sœurs dans 15 maisons.